# 格盧加塔爾 (比洛沃德西克區)
49°13′56″N 39°44′10″E / 49.23222°N 39.73611°E
普盧哈塔爾（烏克蘭語：Плугатар）是位於烏克蘭東部的村莊，由盧甘斯克州舊比利斯克區的比洛沃茨克市鎮負責管轄。該村始建於1928年，面積3.53平方公里，海拔高度85米，2001年人口637。